# ホテルモントレ札幌
ホテルモントレ札幌（ホテルモントレさっぽろ、Hotel Monterey Sapporo）は、北海道札幌市中央区に存在したホテル。

## 概要
外装・内装共に近世ヨーロッパ、特にイギリス（ロンドン）の伝統に学んだブリティッシュ・スタイルのホテルになっている。
2000年12月には至近の北2条西1丁目に「ホテルモントレ エーデルホフ札幌」が開業した。
施設老朽化のため、2022年10月末をもって営業終了した。当ホテル以前に開業したホテルモントレは全て閉館あるいは改築したため、閉館時点では同ブランドの現存最古のホテルだった。

## 施設
客室
- スタンダードシングル (17 m²)
- ダブル (22 m²)
- スタンダードツイン（カントリータイプ） (22 m²)
- スタンダードツイン（クラシックタイプ） (22 m²)
- デラックスツイン (30 m²)
- 和室 (52 m²)
- ファミリールーム (40 m²)
- ラグジュアリールーム (52 m²)

レストラン
- 創作フレンチ「華蘭亭」

宴会
- 大宴会場「ビクトリアルーム」 (384 m²)
- 中宴会場「ケンジントンルーム」 (308 m²)
- 小宴会場「メイフェアホール」 (110 m²)

ウェディング
- チャペル
  - ウィンター ガーデン チャペル
  - マッキントッシュ チャペル

## アクセス
創成川通（国道5号）・北5条手稲通沿いにある。
- 北海道旅客鉄道（JR北海道）札幌駅から徒歩5分
- 札幌市営地下鉄 さっぽろ駅から徒歩2分
- E5A 札樽道 札幌北ICから車で約20分